# Coptopteryx minuta
Coptopteryx minuta är en bönsyrseart som beskrevs av Ermanno Giglio-Tos 1915. Coptopteryx minuta ingår i släktet Coptopteryx och familjen Mantidae.